# Format 126

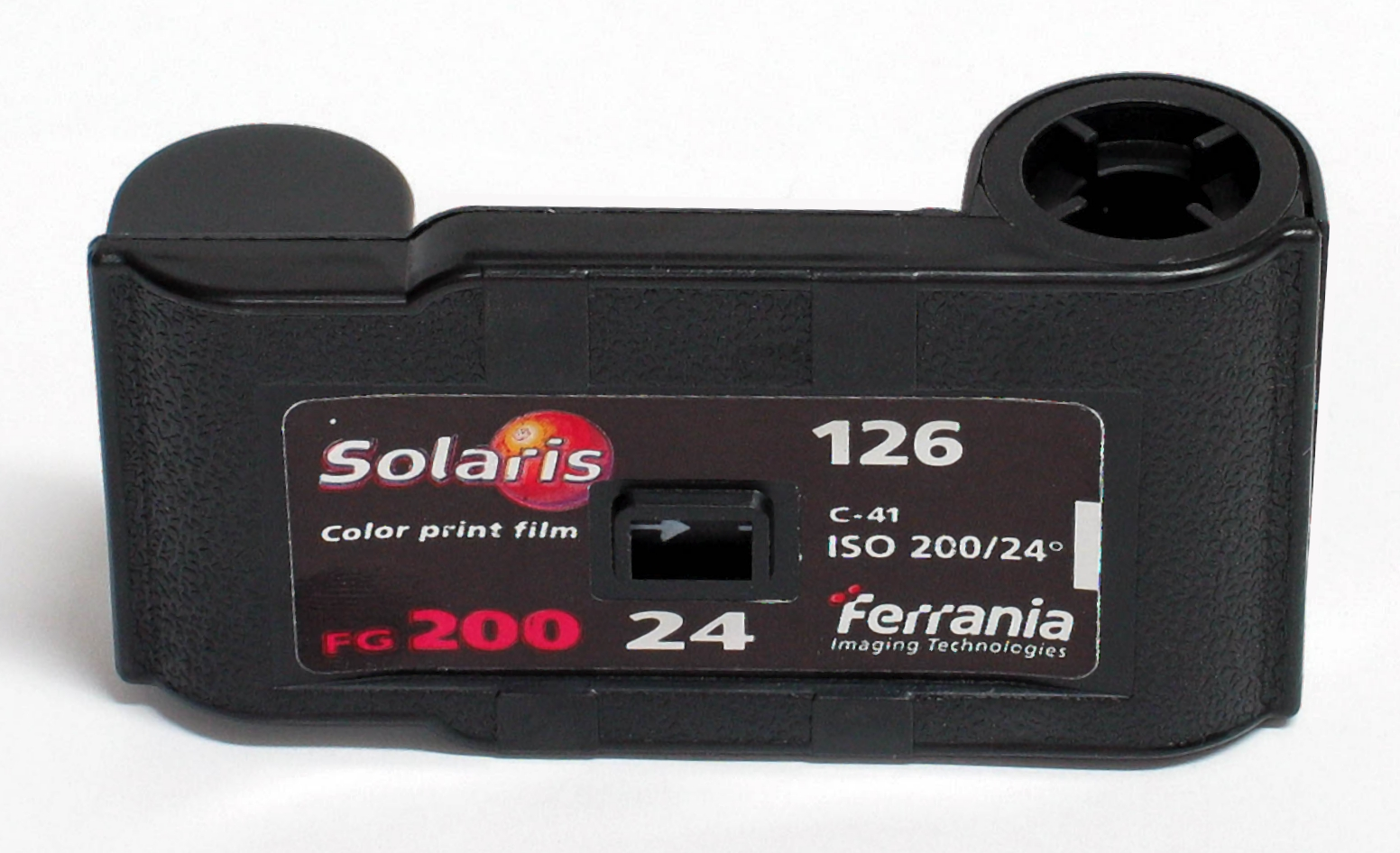
Un chargeur 126

Le Format 126 est un format de pellicule photographique 35 mm à perforations spéciales monté dans une cartouche plastique, mis au point par l'ingénieur Hubert Derwin et produit par Kodak de 1963 à 1999. La dénomination "Kodapak" a également été utilisée mais le nom Instamatic plutôt prévu pour la gamme d'appareils s'est imposé. Les vues sont au format de 28 x 28mm.

## Présentation
Le film fait 35 mm de largeur comme le format 135 ce qui évite tout changement au niveau production du film mais le système de perforations est changé : la double rangée de trous héritée du film cinéma disparaît au profit d'un seul trou par image ce qui permet la suppression du comptage des huit perforations par image nécessaires pour le 135 ; les appareils sont simplement munis d'un palpeur qui bloque l'avancement du film quand il tombe dans la perforation. D'autre part, avec une seule rangée de perforations la largeur de film disponible augmente ce qui permet de passer à une largeur de 28 mm (contre 24 mm pour le 135). Les ingénieurs de Kodak font également le choix d'un format carré ce qui réduit la diagonale de l'image à 40 mm et, par la même, la focale standard.
Le film se présente sous la forme d'une cartouche en polystyrène contenant le film enroulé dans un papier protecteur au dos duquel sont imprimés les numéros de vues .
Le conditionnement en cartouche protège la pellicule et supprime les manipulations du film par le photographe : le chargement se fait en plaçant la cassette dans l'appareil et, à la fin du rouleau il n'y a pas besoin de rembobiner, il suffit d'armer jusqu'à la disparition du papier protecteur de la fenêtre du compte-vues puis de retirer le chargeur de l'appareil et de l'envoyer au laboratoire. La cassette doit être cassée pour en extraire le film.
Il n'y a pas de presse film intégré à la cassette ce qui limite la planéité du film et la montée en gamme des appareils au format 126. Le compteur de vues n'est qu'une fenêtre au dos de l'appareil permettant de voir les numéros imprimés sur le papier protecteur.
Le format a été créé pour les boîtiers grand public Instamatic de Kodak : appareils photo simples, généralement sans réglage de mise au point ni d'ouverture, offrant un choix entre quelques valeurs de temps de pose. Plus de 50 millions d'appareils Instamatic ont été vendus entre 1963 et 1988 avec quelque 80 modèles de boîtiers Kodak au format 126 fabriqués durant cette période et dans le monde.
Il y eut également quatre appareils reflex à objectifs interchangeables : le Contaflex 126 (en), le Ricohflex, le Rollei SL 26, et le Kodak Retina Reflex Instamatic mais les problèmes de planéité du film, dissimulés par les objectifs bas de gamme, devenaient visibles avec de bons objectifs et préoccupants pour des appareils destinés à des amateurs avertis.
Agfa a également utilisé ce format avec sa série d'appareils Agfamatic.
Les cartouches au format 126 ne sont plus fabriquées depuis 2008, où les dernières produites étaient fabriquées par la société italienne Ferrania avec les pellicules Solaris. Il est néanmoins possible d'adapter une pellicule 135 dans une cartouche 126 ou bien de se procurer un adaptateur en plastique, plus simple d'usage. La manipulation n'est pas très difficile, mais nécessite un peu de préparation.

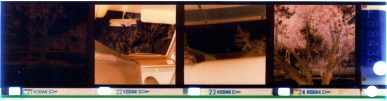
Un négatif au format 126.